# Place Jehan le Bel
La place Jehan le Bel est une place du quartier d'Outremeuse à Liège en Belgique (région wallonne). 

## Histoire

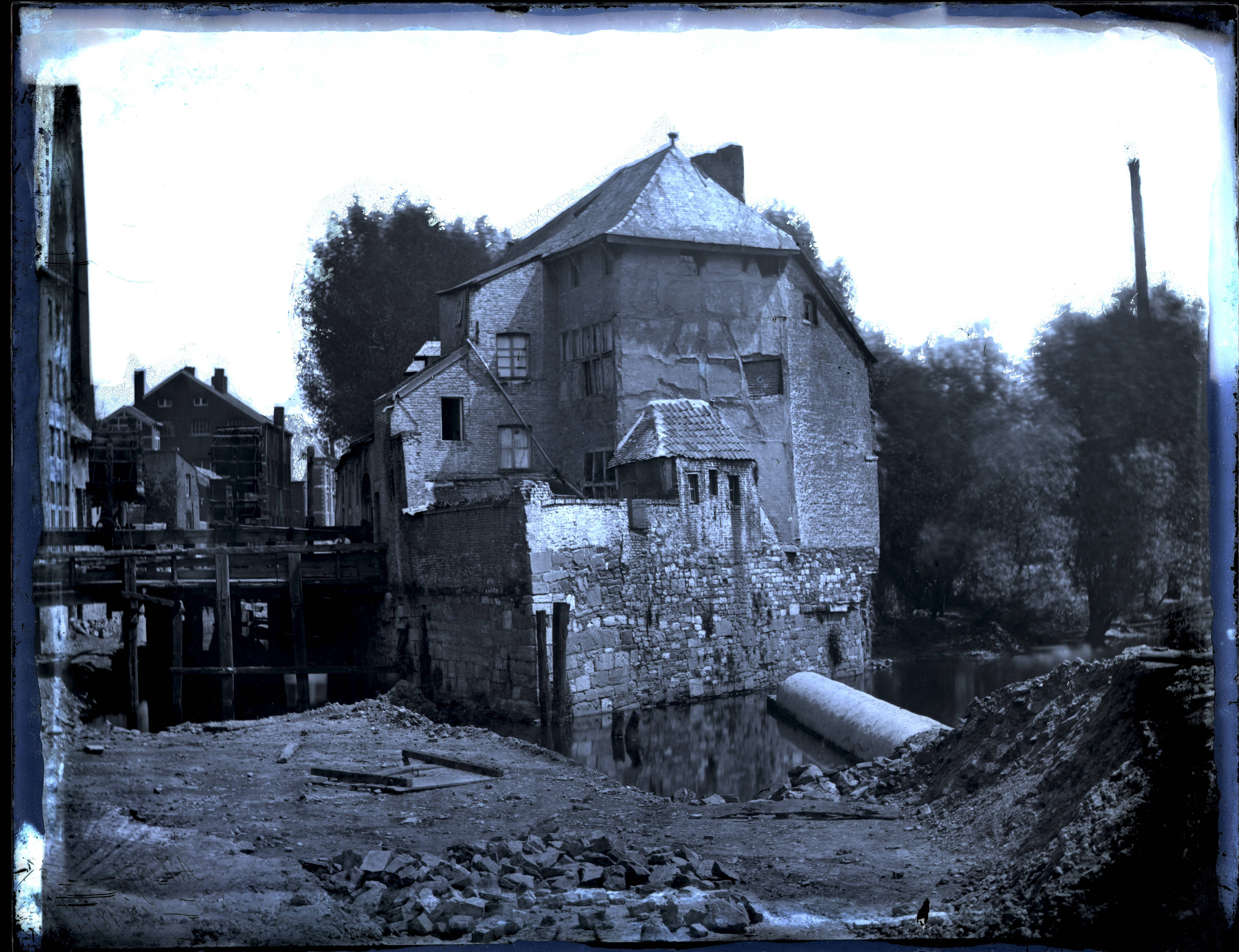
Le moulin Dossin vers 1880.

Elle a été créée en 1885 à la suite du comblement en 1876 du biez du Barbou, un ancien bras secondaire de la Meuse devenu le boulevard de la Constitution. Avant la création de cette place, se trouvait en ce lieu une partie de l'ancienne caserne des Écoliers qui avait elle-même été fondée vers 1830 à la place du couvent des Écoliers de l’ordre de chanoines réguliers des Écoliers du Christ. Le moulin Dossin se dressait au bord du biez.

## Odonymie
Cette place rend hommage à Jehan le Bel, chroniqueur liégeois du Moyen Âge, né à Liège vers 1290 et mort le 15 février 1370. Il était aussi chanoine de Saint-Lambert.

## Description
Cette place rectangulaire, plate et arborée comprend une esplanade centrale qui accueille tous les vendredis matin la brocante de Saint-Pholien qui s'étend principalement le long du boulevard de la Constitution.

## Voiries adjacentes
- Boulevard de la Constitution
- Rue des Écoliers
- Parvis des Écoliers
- Rue Devant les Écoliers